# Ben Bard
Pour les articles homonymes, voir Bard.
Ben Bard, né à Milwaukee (Wisconsin) le 26 janvier 1893 et mort à Los Angeles (Californie) le 17 mai 1974, est un acteur et pédagogue américain.

## Biographie
Avec l'humoriste et comédien Jack Pearl, Ben Bard forme un duo comique de vaudeville.
En 1926, le duo, accompagné de Sascha Beaumont, apparait dans un court métrage réalisé selon le procédé de son sur film Phonofilm de Lee DeForest. Il a un petit rôle dans The Bat Whispers (1930). Plus tard dans la décennie, il dirige une école de théâtre de premier plan à Hollywood, la Ben Bard Drama.
Bard devient le chef du département des nouveaux talents à la Twentieth-Century-Fox en septembre 1956. Il démissionne en août 1959. Il rouvre son école, Ben Bard Drama, en 1960.
Ben Bard est marié successivement avec les actrices Ruth Roland (de 1929 à 1937), Roma Clarisse (de 1939 à 1947) et Jackie Lynn Taylor (de 1948 à 1954).
Ben Bard meurt à Los Angeles en 1974, à l'âge de 81 ans. Il est inhumé, avec Ruth Roland, dans une tombe anonyme au Forest Lawn Memorial Park à Glendale, en Californie. 

### Vie privée
- En 1929, Bard épouse la star de serial Ruth Roland avec qui il reste marié jusqu'à sa mort, en 1937.
- En 1939, il épouse Roma Clarisse, actrice et dernière récipiendaire de la bourse Ruth Roland de la Ben Bard Drama, morte en 1947. Le couple a trois enfants dont Bryan Barak Bard, artiste documentaire vidéo, et Bartley Bard, réalisateur et scénariste professionnel.
- En 1948, Bard épouse Jackie Lynn Taylor, une actrice de la série Les Petites Canailles (Our Gang). Ils divorcent en 1954.

## Filmographie partielle

### Au cinéma
- 1926 : Ferme au poste (My Own Pal) de John G. Blystone : Baxter Barton
- 1926 : Sandy : Ben Murillo
- 1926 : A1 Society
- 1926 : It's a Pipe
- 1926 : The Swimming Instructor
- 1927 : Love Makes 'Em Wild : Blankenship
- 1927 : Car Shy : Towne Lamp
- 1927 : L'Heure suprême (7th Heaven) : Colonel Brissac
- 1927 : Secret Studio : Larry Kane
- 1927 : Two Girls Wanted : Jack Terry
- 1927 : The Arizona Wildcat : Wallace Van Acker
- 1927 : Le Don Juan du cirque (Two Flaming Youths) : Bard
- 1927 : Come to My House : Fraylor
- 1928 : Four A.M.
- 1928 : Dressed to Kill d'Irving Cummings : Nick
- 1928 : Le château de sable (en) (No Other Woman) de Lou Tellegen : Albert
- 1928 : Fleetwing : Metaab
- 1928 : Romance of the Underworld : Derby Dan Manning
- 1928 : Mind Your Business
- 1929 : Love and the Devil : Barotti
- 1930 : To oneiron tou glyptou
- 1930 : Born Reckless : Joe Bergman
- 1930 : Night Work : Pinkie
- 1930 : Vacation Loves : Charles Reeves
- 1930 : Grandma's Girl : Minor Role
- 1930 : The Bat Whispers : The Unknown
- 1932 : Dans la nuit des pagodes (The Son-Daughter) de Clarence Brown : Fen Sha's Servant
- 1933 : Moi et le Baron (Meet the Baron) de Walter Lang : 'Charley'
- 1933 : Une nuit seulement (Only Yesterday)
- 1934 : Three on a Honeymoon de James Tinling : Sanborn
- 1934 : Hollywood Party : Snarley
- 1934 : The Girl from Missouri : Frame-Up Gangster Hugging Eadie
- 1934 : The White Parade : Tony
- 1943 : L'Homme-léopard (The Leopard Man) : Roblos - the Police Chief
- 1943 : La Septième Victime (The Seventh Victim) : Mr. Brun
- 1943 : Le Vaisseau fantôme (The Ghost Ship) : First Officer Bowns
- 1944 : Youth Runs Wild : Mr. Taylor
- 1946 : L'Ange noir (Black Angel) : Bartender